# Olimpijska staza za bob i sanjkanje u Sarajevu
Olimpijska staza za bob i sanjkanje u Sarajevu, staza za bob i sanjkanje smještena na planini Trebeviću ponad grada Sarajeva, sagrađena za Zimske olimpijske igre 1984.

## Zimske olimpijske igre 1984.
Kad je 1977. Sarajevu povjerena organizacija Zimskih olimpijskih igara 1984., predložena je izgradnja staze za bob i sanjkanje. Dizajn staze odobren je 1981., a izgradnja je počela 1. lipnja iste godine. Izgradnja je završena 30. rujna 1982. uz trošak od 563.209.000 YUD. Na Igrama 1984. olimpijska sanjkaška natjecanja pratilo je 20.000 gledatelja, a natjecanja u bobu 30.000 gledatelja. Nakon Igara staza je rabljena za natjecanja u sklopu Svjetskog kupa sve do početka rata u Bosni i Hercegovini 1991., uključujući i višegodišnju opsadu Sarajeva koju su Srbi započeli sljedeće godine i tijekom koje je staza teško oštećena, s obzirom da su je zauzele srpske postrojbe i rabile ju kao topnički položaj za izvođenje napada na grad Sarajevo. Danas je staza većinom očuvana, iako se na jednoj od posljednjih njezinih zavoja nalaze ratna oštećenja u obliku rupa nastalih od obrambene borbe. Danas se staza uglavnom rabi za grafite.
| sport                                        | duljina (m) | broj zavoja | visinska razlika (start-cilj) | prosječni nagib (%) |
| -------------------------------------------- | ----------- | ----------- | ----------------------------- | ------------------- |
| bob                                          | 1300        | 13          | 125,9                         | 10,2                |
| sanjkanje – muški jednosjed                  | 1210        | 13          | 129,35                        | 10,2                |
| sanjkanje – ženski jednosjed / muški dvosjed | 993         | 11          | 99,8                          | 10,2                |

Zavojima na stazi nisu dodijeljena imena.